# The Food of the Gods
The Food of the Gods  (O Alimento dos Deuses, em português)  é um romance de H.G.Wells lançado originalmente em 1904.

## História
O livro relata como dois cientistas britânicos Mr Bensington e Professor Redwood conseguiram criar um alimento que provoca um crescimento contínuo e desproporcional, dando origem a animais e homens gigantes. É uma sátira do medo que começou a existir época com o avanço da tecnologia.